# Siem Reap
Siem Reap (kmersko សៀមរាប, Siĕm Réab [siəm riəp]) je drugo največje mesto v Kambodži ter glavno in največje mesto province Siem Reap v severozahodni Kambodži.
Siem Reap ima francosko kolonialno in kitajsko arhitekturo v stari francoski četrti in okoli stare tržnice. V mestu so muzeji, tradicionalne plesne predstave Apsara, kamboška kulturna vas, trgovine s spominki in rokodelskimi izdelki, farme sviloprejk, riževa polja na podeželju, ribiške vasi in ptičje zavetišče v bližini Tonlé Sapa ter svetovljanske pijače in restavracije. Kamboško mesto Siem Reap, kjer so znameniti templji Angkor Vat, je bilo okronano za mesto kulture ASEAN za obdobje 2021–2022 na 9. srečanju ministrov ASEAN, odgovornih za kulturo in umetnost (AMCA), organiziranem 22. oktobra 2020.
Danes ima Siem Reap – kot priljubljena turistična destinacija – veliko hotelov, letovišč in restavracij. To je v veliki meri posledica bližine templjev Angkor Vat, najbolj priljubljene turistične atrakcije Kambodže.

## Zgodovina
Ime Siem Reap lahko prevedemo kot »poraz Siama« (siem v kmerščini) in se običajno razume kot referenca na dogodek v stoletnem konfliktu med siamskim in kmerskim kraljestvom, čeprav je to verjetno apokrif. Po ustnem izročilu je kralj Ang Chan (1516–1566) mesto poimenoval Siem Reap, potem ko je leta 1549 odbil vojsko, ki jo je tajski kralj Maha Chakkraphat poslal v napad na Kambodžo. Učenjaki, kot je Michael Vickery, menijo, da je ta izpeljava preprosto sodobna ljudska etimologija, in trdijo, da sta imeni Siem Reap in Chenla, staro kitajsko ime za Kambodžo, morda povezani, dejanski izvor imena pa ni znan.
Tradicionalna zgodba trdi, da je kralj Ang Chan iz Kambodže poskušal uveljaviti večjo neodvisnost od Siama, ki je bil takrat v notranjih težavah. Siamskega kralja Chairacha je zastrupila njegova priležnica, gospa Sri Sudachan, ki je prešuštvovala z navadnim prebivalcem Worawongsathiratom, medtem ko je bil kralj odsoten in vodil kampanjo proti kraljestvu Lan Na. Sudachan je nato na prestol postavila svojega ljubimca. Tajsko plemstvo jih je zvabilo izven mesta na kraljevi sprevodni barki, da bi pregledali novo odkritega belega slona. Po umoru uzurpatorja, skupaj s Sudachan in njuno novorojeno hčerko, so princa Thianracha povabili, naj zapusti meništvo in prevzame prestol kot kralj Maha Chakkraphat (1548–1569). Ker so Tajce motili notranji problemi, je kralj Ang Chan napadel. Leta 1549 je zavzel siamsko mesto Prachinburi, mesto oplenil in iz njegovih prebivalcev naredil sužnje. Šele takrat je izvedel, da je nasledstvo dogovorjeno in da je novi vladar Maha Chakkraphat. Ang Chan se je takoj umaknil v Kambodžo in s seboj vzel ujetnike. Kralj Maha Chakkraphat je bil besen zaradi neizzvanega napada, vendar se je tudi Burma odločila za invazijo preko prelaza Treh pagod. Veliko resnejšo grožnjo je predstavljala burmanska vojska, ki je zavzela Kanchanaburi in Suphanburi. Nato so se pojavili pred samo Ajutajo.
Tajska vojska je uspela premagati Burmance, ki so se hitro umaknili preko prelaza. Misli Maha Chakkraphata so se nato usmerile v Kambodžo. Ne samo, da je Ang Chan napadel in oropal Prachinburi ter njegove prebivalce spremenil v sužnje, ampak je Maha Chakkraphatu tudi zavrnil belega slona, ki ga je zahteval in zavrnil celo ta znak podrejenosti Siamu. Maha Chakkraphat je ukazal princu Ongu, guvernerju Sawankhaloka, naj vodi ekspedicijo za kaznovanje Ang Chana in vrnitev tajskih ujetnikov. Tekmovalni vojski sta se srečali in Ang Chan je ubil princa Onga s srečnim strelom iz muškete iz slonovega hrbta. Tajska vojska brez vodje je pobegnila, Ang Chan pa naj bi ujel več kot 10.000 siamskih vojakov. Da bi proslavil svojo veliko zmago, je kralj Ang Chan domnevno poimenoval bojišče Siem Reap, kar pomeni »popoln poraz Siama«.
V resnici se zaradi ohranjenih zgodovinskih virov ta izpeljava zdi malo verjetna, saj datirajo propad Angkorja v več kot stoletje pred tem, ko je vojaška ekspedicija iz Ajutaje zavzela in oplenila Angkor Vat, s čimer se je začelo dolgo obdobje vazalne vladavine nad Kambodžo. Zajetje leta 1431 je sovpadlo z zatonom Angkorja, čeprav razlogi za njegovo opustitev niso jasni. Morda so vključevale okoljske spremembe in pomanjkljivosti kmerske infrastrukture.
Od 16. do 19. stoletja so notranji spopadi med kmerskim plemstvom vodili do občasnih posegov in prevlade obeh močnejših sosed Kambodže, Vietnama in Siama. Siem Reap je bil skupaj z Battambangom (Phra Tabong) in Sisophonom, večjimi mesti na severozahodu Kambodže, pod siamsko upravo in province so bile od leta 1795 do leta 1907 skupaj znane kot Notranja Kambodža, ko so bile prepuščene Francoski Indokini. V 18. stoletju, pod vladavino kraljestva Ajutaja, je bilo znano kot Nakhon Siam (»Siamovo mesto«).

### Ponovno odkritje Angkorja
Siem Reap je bil le malo več kot vas, ko so francoski raziskovalci, kot je Henri Mouhot, v 19. stoletju »ponovno odkrili« Angkor. Vendar pa so evropski obiskovalci ruševine templja obiskali veliko prej, vključno z Antóniem da Madaleno leta 1586. Leta 1901 je École française d'Extrême-Orient (EFEO) (Francoska šola Daljnega vzhoda) začela dolgoletno sodelovanje z Angkorjem s financiranjem odprave v Siam do Bayona. EFEO je prevzel odgovornost za čiščenje in obnovo celotne lokacije. Istega leta so v Angkor prispeli prvi zahodni turisti, skupaj okoli 200 v samo treh mesecih. Angkor je bil »rešen« iz džungle in prevzema svoje mesto v sodobnem svetu.
S pridobitvijo Angkorja s strani Francozov leta 1907 po francosko-siamski pogodbi je Siem Reap začel rasti. Grand Hotel d'Angkor so odprli leta 1929 in templji Angkorja so postali ena izmed vodilnih azijskih znamenitosti vse do poznih 1960-ih, ko je državljanska vojna odgnala turiste. Leta 1975 so komunistični Rdeči Kmeri prebivalce Siem Reapa, tako kot vseh drugih kamboških mest in krajev, pregnali na podeželje.
Nedavna zgodovina Siem Reapa je obarvana z grozo brutalnega režima Rdečih Kmerov. Od Pol Potove smrti leta 1998 pa sta relativna stabilnost in pomlajena turistična industrija oživila mesto in provinco.
Siem Reap zdaj služi kot majhno mesto, ki vstopa v mesto svetovne dediščine Angkor Vat. V zadnjih letih se je mesto redno uvrščalo med deset najboljših na seznamih »Najboljše destinacije«, ki so jih pripravili subjekti, kot so TripAdvisor, Wanderlust Magazine in Travel+Leisure.

## Vat in reka
Siem Reap je skupina majhnih vasi ob reki Siem Reap. Te vasi so bile prvotno razvite okoli budističnih stup (wats), ki so skoraj enakomerno razporejene vzdolž reke od Wat Preah En Kau Sei na severu do Wat Phnom Krom na jugu, kjer se reka Siem Reap sreča z velikim jezerom Tonlé Sap.
Mestno središče je skoncentrirano okoli ulice Sivutha in območja Psar Chas (območje stare tržnice), kjer so stare kolonialne stavbe, nakupovalna in trgovska območja. Območje VWat Bo je zdaj polno penzionov in restavracij, medtem ko je območje Psar Leu pogosto polno trgovin z nakitom in ročnimi izdelki, kjer prodajajo predmete, kot so rubini in rezbarije iz lesa. Druga hitro razvijajoča se območja so letališka cesta in glavna cesta do Angkorja, kjer je mogoče najti številne velike hotele in letovišča.

## Gospodarstvo
Turizem je zelo pomemben vidik gospodarstva Siem Reapa – leta 2010 je bilo ocenjeno, da je več kot 50 % delovnih mest v mestu povezanih s turistično industrijo. Mesto je v nekaj desetletjih po koncu obdobja Rdečih Kmerov doživelo velik porast turistične izmenjave, zaradi turističnega razmaha pa so cvetela podjetja, osredotočena na turizem. Število obiskovalcev je bilo sredi 1990-ih zanemarljivo, toda do leta 2004 je tisto leto v provinco Siem Reap prispelo več kot pol milijona tujih obiskovalcev, kar je približno 50 % vseh tujih turistov v Kambodži. Do leta 2012 je število turistov doseglo več kot dva milijona.

## Znamenitsti

### Angkor Vat
Angkor Vat (tempelj Vat) je osrednji del Angkorja na Unescovem seznamu svetovne dediščine, ki vsebuje veličastne ostanke kmerske civilizacije. Naraščajoči niz petih stolpov Angkor Vata doseže vrhunec v impresivnem osrednjem stolpu, ki simbolizira mitsko goro Meru. Na tisoče kvadratnih metrov stenskega prostora je prekritih z zapletenimi rezbarijami, ki prikazujejo prizore iz hindujske mitologije. Najpomembnejši so izrezljani bas reliefi hindujskih pripovedi. Pripovedujejo zgodbo o bogovih, ki se borijo z demoni, da bi ponovno vzpostavili red, ki ga je mogoče doseči le s pridobitvijo eliksirja življenja, znanega kot amrita. Bogovi in demoni morajo sodelovati, da ga sprostijo, nato pa se boriti, da ga dosežejo.

### Angkor Thom
Angkor Thom je notranje kraljevsko mesto, ki ga je zgradil Džajavarman VII., slavni "kralj bojevnik" cesarstva, ob koncu 12. stoletja in je znano po svojih templjih, zlasti Bayonu. Druga pomembna mesta so Baphuon, Phimeanakas, terasa slonov in terasa gobavega kralja. Do mesta je mogoče dostopati skozi pet mestnih vrat, po ena na vsaki kardinalni točki in Vrata zmage na vzhodnem obzidju.

### Drugi templji
Številni pomembni templji so razporejeni okoli Angkor Vata in Angkor Thoma znotraj arheološkega parka Angkor, vključno s Ta Prohm, Preah Khan, Banteay Kdei, Phnom Bakheng, Ta Keo, Ta Som, East Mebon, Pre Rup in Neak Pean. Te templje je mogoče obiskati vzdolž velikih ali majhnih krožnih poti. Druga mesta so skupina templjev Roluos, ki so vzhodno od Siem Reapa.

### Muzej kamboških min in center za pomoč
Muzej zemeljskih min ponuja turistom in Kambodžanom možnost, da si od blizu ogledajo (varne) kopenske mine, razumejo, kako delujejo in kaj lahko storijo, da Kambodžo in svet rešijo nenehne grožnje. Je približno 25 km severno od Siem Reapa (30 minut vožnje s tuk tukom), 7 km južno od kompleksa templja Banteay Srey v narodnem parku Angkor. Približno dva ducata ogroženih kmerskih otrok se izobražuje in živi skupaj z osebjem v centru za pomoč na posestvu muzeja.

### Vojni muzej Kambodže
Vojni muzej Kambodže pokriva zadnja tri desetletja 20. stoletja, ko so Rdeči Kmeri delovali v Kambodži. Na ogled je široka paleta vozil, artilerije, orožja, min in opreme. Muzej uporablja vodnike, ki so vojni veterani, ki so se borili za kamboško vojsko, Rdeče Kmere ali vietnamsko vojsko.

### Narodni muzej Angkor
Narodni muzej Angkor, odprt 12. novembra 2007, obiskovalcem ponuja boljše razumevanje arheoloških zakladov tega območja. Predstavljena je zlata doba Kmerskega kraljestva, vključno z uporabo najsodobnejše multimedijske tehnologije. Muzej pokriva kmersko zgodovino, civilizacijo in kulturno dediščino v osmih galerijah. Danes je muzej poln dragega nakita, ki ga prodajajo turistom. Muzej je prav tako priljubljen med lokalnimi turisti med posebnimi prazniki, zlasti v času kmerskega novega leta in božiča.

### Tržnice
Stara tržnica ali Psah Chas je med Pub Street in reko Siem Reap in ponuja mešanico spominkov za turiste ter različne prehrambene izdelke in druge predmete, namenjene domačinom.
Druge tržnice v Siem Reapu so nočna tržnica Angkor, ki je ob ulici Sivutha, Phsar Kandal (osrednja tržnica) na ulici Sivutha, ki je namenjena predvsem turistom, in Phsar Leu (zgornja tržnica), ki je dlje ob nacionalni cesti. 6, vendar je največja tržnica v Siem Reapu, ki jo uporabljajo domačini. Tržnica Made in Cambodia Market (sprva imenovana "Well Made in Cambodia") je nočna tržnica za turiste v Siem Reapu, kjer so vsi prodani izdelki narejeni v Kambodži. Tržnica gosti dnevne predstave in druge dogodke na King's Road. Julija 2020 so oblasti izdale odredbo o prepovedi nakupa, prodaje in klanja psov za hrano.

### Obrtniki Angkorja
Artisans Angkor je delno javno podjetje, ustanovljeno leta 1992, katerega cilj je oživiti tradicionalno kmersko obrt in zagotoviti zaposlitev za podeželske obrtnike. Povezano je tudi s farmo svile, kjer se obiskovalci lahko poučijo o gojenju sviloprejk in tkalstvu. Sodeluje tudi pri obnovi zgodovinskih krajev Angkor s popravilom in zamenjavo poškodovanih skulptur.

### Kamboška kulturna vas
Kamboška kulturna vas je zaprta od novembra 2020 zaradi gospodarskih in finančnih težav.
Kamboška kulturna vas, ki je bila odprta 24. septembra 2003, združuje vse miniature znamenitih zgodovinskih stavb in struktur Kambodže. Obstaja 11 edinstvenih vasi, ki predstavljajo različne kulturne dediščine in lokalne običaje.

### Muzej panorama Angkor
Muzej Panorama Angkor je zaprt od decembra 2019, domnevno zaradi sankcij ZN proti Severni Koreji, ki od držav članic zahteva, da pošljejo severnokorejske delavce domov sredi decembra.
Muzej Panorama Angkor, ki so ga odprli leta 2015, hrani panoramsko fresko s 3D-prizori iz kmerskega imperija. Muzej je financirala in zgradila Severna Koreja, ki bo prejela ves dobiček prvih deset let, nato pa polovico.

## Pomembne lokacije blizu Siem Reapa

### Phnom Kulen
Narodni park Phnom Kulen je približno 48 km oddaljen od Siem Reapa in vsebuje številne zanimivosti, kot sta dva slapova in 'reka 1000 lingov' Kbal Spean. Tu je tudi Preah Ang Thom, aktivna pagoda iz 16. stoletja, ki je dom največjega ležečega Bude v Kambodži.

### Plavajoče vasi
Okoli Siem Reapa so štiri plavajoče vasi: Kompong Khleang, Kompong Phluk, Chong Kneas in Meychrey, kjer je ptičje zavetišče. Kompong Khleang velja za največjo in najbolj pristno, Chong Kneas pa za najmanj pristno, a najbolj obiskano zaradi bližine mesta.

### Tonlé Sap
Tonlé Sap, kmersko za 'veliko sladkovodno telo' in pogosteje prevedeno kot 'veliko jezero', je združeni jezerski in rečni sistem velikega pomena za Kambodžo. Je v osrčju Kambodže in je dom številnih plavajočih vasi. Tonlé Sap je 30 minut južno od centra mesta Siem Reap v pristanišču Chong Kneas. Jezero in njegove vasi imajo številne edinstvene značilnosti in zanimivosti, zaradi česar so izleti po Tonlé Sapu priljubljeni med turisti. Območje okoli Tonlé Sapa, vključno s provinco Siem Reap, je del večjega biosfernega rezervata Tonlé Sap.

### Phnom Dei
Phnom Dei je hrib blizu Siem Reapa.

### Banteay Srei
Banteay Srei je tempelj iz 10. stoletja približno 30 km severovzhodno od Siem Reapa. Znan je po finih zapletenih okrasnih rezbarijah na rožnato rožnatem peščenjaku.

## Gastronomija
V zadnjem času je Siem Reap postal središče sodobne kmerske kuhinje v državi in gosti številne znamenite kamboške restavracije, kot so The Sugar Palm, Embassy, Chanrey Tree, Raffles Hotel in Cuisine Wat Damnak.

## Lokalne specialitete

### Sombajsko riževo vino
Izdelek, ki je postal simbol Siem Riepa, so vrhunska sombajska riževa vina, ki črpajo navdih iz kamboškega tradicionalnega riževega vina sraa tram (kmersko ស្រាត្រាំ), polnjenega v ročno poslikane steklenice. Sombajska delavnica in degustacijski salon, postavljena v umetnikovi hiši Leang Seckon, sta postala tudi turistična atrakcija.

### Prahok
Prahok, ki ga proizvajajo vasi v Siem Reapu, pogosto velja za najboljšega v državi. Prahok je soljena in fermentirana ribja pasta (običajno iz blatnih rib), ki se uporablja v kamboški kuhinji kot začimba. Nastala je kot način konzerviranja rib v mesecih, ko svežih rib ni bilo na voljo v izobilju.

## Podnebje
Po Köppnovi podnebni klasifikaciji ima Siem Reap tropsko mokro in suho podnebje. Mesto je na splošno vroče skozi vse leto, pri čemer povprečne visoke temperature v nobenem mesecu nikoli ne padejo pod 30 °C. Siem Reap ima razmeroma dolgo mokro sezono, ki se začne maja in konča oktobra. Sušno obdobje zajema preostalih šest mesecev. V mestu v povprečju pade približno 1406 milimetrov padavin na leto.

## Pobratena mesta
- Bagan, Mjanmar[31]
- Fontainebleau, Francija, od 11. junij 2000
- Sankt Goar, Nemčija, od 13. maj 2015
- provinca Jiangši, Kitajska
- Orland Park, Illinois
- Kōta, Aichi, Japonska[32]